# Исаево (Кимрский район)
Исаево — деревня в Кимрском районе Тверской области. Входит в состав Ильинского сельского поселения.

## География
Находится в юго-восточной части Тверской области на расстоянии приблизительно 15 км на запад-северо-запад по прямой от районного центра города Кимры в левобережной части района.

## История
Известна была с 1628 года как деревня из 6 дворов, владение старицы Мстиславской, с 1645 года новое владение московского Архангельского собора. В 1780-х годах 26 дворов. В 1859 году здесь (деревня Корчевского уезда Тверской губернии) было учтено 33 двора, в 1887 — 45.

## Население
Численность населения: 132 человека (1780-е годы), 200 (1859 год), 294 (1887), 16 (русские 94 %) в 2002 году, 9 в 2010.